# Jaime Bustamante
Jaime Andrés Bustamante Suárez (Cúcuta, 21 aprile 1980) è un ex calciatore venezuelano con cittadinanza colombiana, di ruolo difensore.

## Palmarès

### Club

#### Competizioni nazionali
- Campionato venezuelano: 4

Caracas: 2005-2006, 2006-2007, 2008-2009, 2009-2010
- Copa Venezuela: 1

Caracas: 2009

#### Competizioni internazionali
- Coppa Merconorte: 1

Millonarios: 2001